# Kiiara
Kiara Saulters (Wilmington, Illinois; 24 de mayo de 1995), más conocida por su monónimo Kiiara, es una cantante y compositora estadounidense del género electropop y alternativo. Actualmente está bajo el sello musical Atlantic Records. Su música está descrita como un pop electrónico con bajos pesados y un estilo de trap rap.

## Primeros años
Kiiara creció en Wilmington, Illinois. Asistió a Wilmington High School donde jugó para la escuela equipo de voleibol. Mientras grababa su EP, también trabajaba como empleada de ferretería . Comenzó una pasantía en el estudio para familiarizarse con el proceso musical y practicar la grabación.

## Carrera
En 2013, Kiiara lanzó de forma independiente un sencillo de pop acústico llamado "Bring Me Back" con su nombre real.
En junio de 2015, después de firmar un contrato con Atlantic Records y cambiar su nombre artístico de Kiara Saulters a Kiiara, lanzó su sencillo debut " Gold". En 2015, se eligió "Gold" como música de fondo de un Apple Watch de 15 segundos comercial titulado "Style". La canción fue su primera entrada en el Billboard  Hot 100, alcanzando el número 13. Su debut Extended play (EP), Low Kii Savage fue lanzado el 22 de marzo de 2016.
El 15 de septiembre de 2016, Kiiara hizo su debut televisivo, interpretando "Gold" en  The Tonight Show with Jimmy Fallon. Kiiara apareció en el sencillo de Linkin Park, "Heavy", que se lanzó digitalmente en febrero 16 de febrero de 2017 y en la radio el 21 de febrero. Más tarde interpretó "Heavy" con Julia Michaels en el concierto de Linkin Park and Friends: Celebrate Life in Honor of Chester Bennington en el Hollywood Bowl  que se llevó a cabo después de la muerte del vocalista de Linkin Park Chester Bennington.
En marzo de 2018, apareció en el sencillo "Put Me Back Together" de Cheat Codes.
El 7 de junio de 2019, lanzó el sencillo "Open My Mouth". Kiiara declaró que serviría como el sencillo principal de su álbum de estudio debut, junto con otro sencillo "Bipolar", lanzado el 6 de septiembre de 2019. Sin embargo, ambos fueron cortado de la lista final de canciones, aunque la primera aparece en una edición de lujo del disco.
El 9 de octubre de 2020, lanzó su álbum de estudio debut Lil Kiiwi, que incluye sus sencillos lanzados anteriormente " Gold", "Feels" y "Whippin" con Felix Snow, así como los nuevos sencillos "I Still Do", "Never Let You" y "Numb" con DeathByRomy y Pvris. El álbum es actualmente el undécimo álbum femenino más reproducido. en 2020 en Spotify y número 52 en general lanzado en 2020. [cita requerida] Más tarde, lanzó una edición de lujo de su álbum que incluía dos canciones "Intention" y "Tennessee" tomado de su obra extendida debut, "Low Kii Savage", así como dos sencillos anteriores que no pertenecen al álbum, "Messy" y "Open My Mouth".

## Discografía

### Álbumes de estudio
| Title     | Details                                                                                      | Certificaciones |
| --------- | -------------------------------------------------------------------------------------------- | --------------- |
| Lil Kiiwi | - Lanzamiento: 9 de octubre de 2020 - Sello discográfico: Atlantic - Formatos: CD, streaming | - MC: Gold      |

### EPs
| Título         | Detalles                                                                                         | Mejores posiciones | Mejores posiciones | Mejores posiciones |
| Título         | Detalles                                                                                         | EUA                | EUA Heat.          | AUS                |
| -------------- | ------------------------------------------------------------------------------------------------ | ------------------ | ------------------ | ------------------ |
| Low Kii Savage | - Lanzamiento: 22 de marzo de 2016 - Discográfica: Atlantic Records - Formatos: Descarga digital | 46                 | 13                 | 46                 |

### Sencillos
| Título                                                                     | Año  | Mejores posiciones | Mejores posiciones | Mejores posiciones | Mejores posiciones | Mejores posiciones | Mejores posiciones | Mejores posiciones | Mejores posiciones                                                                        | Certificaciones         | Álbum     |
| Título                                                                     | Año  | EUA                | AUS                | CAN                | DIN                | IRL                | NZ                 | SUE                | UK                                                                                        | Certificaciones         | Álbum     |
| -------------------------------------------------------------------------- | ---- | ------------------ | ------------------ | ------------------ | ------------------ | ------------------ | ------------------ | ------------------ | ----------------------------------------------------------------------------------------- | ----------------------- | --------- |
| «Bring Me Back»                                                            | 2013 | —                  | —                  | —                  | —                  | —                  | —                  | —                  | —                                                                                         | —                       |           |
| «Gold»                                                                     | 2015 | 13                 | 5                  | 20                 | 12                 | 32                 | 22                 | 29                 | 48 - RIAA: 2× Platino - ARIA: 2× Platino - IFPI Denmark: Oro - RMNZ: Platino - BPI: Plata | Low Kii Savage          |           |
| «Feels»                                                                    | 2016 | —                  | —                  | —                  | —                  | —                  | —                  | —                  | —                                                                                         | Low Kii Savage          |           |
| «Hang Up tha Phone»                                                        | 2016 | —                  | —                  | —                  | —                  | —                  | —                  | —                  | —                                                                                         | Low Kii Savage          |           |
| «Dopemang» (con Ashley All Day)                                            | 2016 | —                  | —                  | —                  | —                  | —                  | —                  | —                  | —                                                                                         | Sencillo sin álbum      |           |
| «Whippin» (con Felix Snow)                                                 | 2017 | —                  | —                  | 94                 | —                  | —                  | —                  | —                  | —                                                                                         | lil kiiwi               |           |
| «Wishlist»                                                                 | 2017 | —                  | —                  | —                  | —                  | —                  | —                  | —                  | —                                                                                         | lil kiiwi               |           |
| «Messy»                                                                    | 2018 | —                  | —                  | —                  | —                  | —                  | —                  | —                  | —                                                                                         | lil kiiwi               |           |
| «Gloe»                                                                     | 2018 | —                  | —                  | —                  | —                  | —                  | —                  | —                  | —                                                                                         | lil kiiwi               |           |
| «Diamonds» (con Jauz)                                                      | 2018 | —                  | —                  | —                  | —                  | —                  | —                  | —                  | —                                                                                         | The Wise and the Wicked |           |
| «1%»                                                                       | 2018 | —                  | —                  | —                  | —                  | —                  | —                  | —                  | —                                                                                         |                         | lil kiiwi |
| «L*** Is a Bad Word»                                                       | 2018 | —                  | —                  | —                  | —                  | —                  | —                  | —                  | —                                                                                         |                         | lil kiiwi |
| «I Don't Wanna Be Friends»                                                 | 2018 | —                  | —                  | —                  | —                  | —                  | —                  | —                  | —                                                                                         |                         | lil kiiwi |
| «How Can You Love Me»                                                      | 2018 | —                  | —                  | —                  | —                  | —                  | —                  | —                  | —                                                                                         |                         | lil kiiwi |
| «Open My Mouth»                                                            | —    | —                  | —                  | —                  | —                  | —                  | —                  | —                  |                                                                                           |                         |           |
| «Bipolar»                                                                  | —    | —                  | —                  | —                  | —                  | —                  | —                  | —                  |                                                                                           |                         |           |
| «I Still Do»                                                               | —    | —                  | —                  | —                  | —                  | —                  | —                  | —                  |                                                                                           | lil kiiwi               |           |
| «Never Let You»                                                            | —    | —                  | —                  | —                  | —                  | —                  | —                  | —                  |                                                                                           | lil kiiwi               |           |
| «Numb»                                                                     | —    | —                  | —                  | —                  | —                  | —                  | —                  | —                  |                                                                                           | lil kiiwi               |           |
| «So Sick (feat. blackbear»                                                 | —    | —                  | —                  | —                  | —                  | —                  | —                  | —                  |                                                                                           |                         | lil kiiwi |
| "—" denota una grabación que no figuró o no fue lanzado en ese territorio. |      |                    |                    |                    |                    |                    |                    |                    |                                                                                           |                         |           |

### Colaboraciones
| Año  | Canción                | Artista                                    | Álbum              |
| ---- | ---------------------- | ------------------------------------------ | ------------------ |
| 2017 | «Heavy»                | Linkin Park                                | One More Light     |
| 2017 | «Complicated»          | Dimitri Vegas & Like Mike vs. David Guetta | —                  |
| 2017 | «Cross My Mind Pt. 2»  | Arizona                                    | —                  |
| 2017 | «Darkside»             | Ty Dolla $ign y Future                     | Bright: The Album  |
| 2018 | «Put Me Back Together» | Cheat Codes                                | —                  |
| 2018 | «Be Somebody»          | Steve Aoki y Nicky Romero                  | —                  |
| 2021 | «Ain't About You»      | Wonho                                      | Love Synonym Pt. 2 |
| 2021 | «KING»                 | Rosa Linn                                  | —                  |